# Creep (canção de Radiohead)
"Creep" é o single de estreia da banda inglesa Radiohead, e uma faixa presente em seu primeiro álbum de estúdio Pablo Honey, de 1993.

## Acusações de plágio
A progressão de acordes e a melodia em "Creep" são semelhantes às da canção "The Air That I Breathe", composta por Albert Hammond e Mike Hazlewood e lançada em 1972. Depois que a Rondor Music, editora de "The Air That I Breathe", entrou com uma ação judicial, Hammond e Hazlewood receberam créditos de coautoria e uma porcentagem dos royalties. Hammond disse que o Radiohead foi honesto sobre ter reutilizado a composição e, portanto, ele e Hazlewood aceitaram apenas uma pequena porcentagem.
Em janeiro de 2018, a cantora estadunidense Lana Del Rey disse no Twitter que o Radiohead estava tomando medidas legais contra ela por supostamente plagiar "Creep" em sua faixa "Get Free", de 2017, e pediu 100% dos direitos de publicação em vez da oferta de 40% de Del Rey. Ela negou que "Creep" tenha inspirado "Get Free". A editora do Radiohead, Warner Chappell Music, confirmou que estava buscando créditos de composição para "todos os compositores" de "Creep", mas negou que um processo tenha sido movido ou que a banda tenha exigido 100% dos direitos. Em março, Del Rey afirmou durante uma apresentação: "Meu processo acabou, acho que posso cantar essa canção quando quiser". Os créditos de composição de "Get Free" não foram atualizados no banco de dados da American Society of Composers, Authors and Publishers.

## Posição nas paradas musicais
| Parada (1992–2016)                             | Melhor posição |
| ---------------------------------------------- | -------------- |
| Austrália (ARIA)                               | 6              |
| Áustria (Ö3 Austria Top 75)                    | 15             |
| Bélgica (Ultratop 50 de Flandres)              | 37             |
| Bélgica (Ultratop 50 da Valônia)               | 8              |
| Canadá (RPM Top Singles)                       | 30             |
| Dinamarca (Hitlisten)                          | 18             |
| Europa (Eurochart Hot 100)                     | 42             |
| França (SNEP)                                  | 17             |
| Alemanha (Offizielle Deutsche Charts)          | 50             |
| Irlanda (IRMA)                                 | 13             |
| Países Baixos (Dutch Top 40)                   | 17             |
| Países Baixos (Single Top 100)                 | 13             |
| Nova Zelândia (Recorded Music NZ)              | 19             |
| Noruega (VG-lista)                             | 3              |
| Suécia (Sverigetopplistan)                     | 35             |
| Suíça (Schweizer Hitparade)                    | 39             |
| Reino Unido (UK Singles Chart)                 | 7              |
| Estados Unidos (Billboard Hot 100)             | 34             |
| Estados Unidos (Billboard Alternative Airplay) | 2              |
| Estados Unidos (Billboard Mainstream Rock)     | 20             |
| Estados Unidos (Billboard Mainstream Top 40)   | 39             |

| Parada (1993)                  | Posição |
| ------------------------------ | ------- |
| Austrália (ARIA)               | 91      |
| Países Baixos (Single Top 100) | 97      |

| Parada (1996)                  | Posição |
| ------------------------------ | ------- |
| Bélgica (Ultratop 50 Wallonia) | 30      |
| França (SNEP)                  | 94      |

| Parada (2012) | Posição |
| ------------- | ------- |
| França (SNEP) | 191     |

| Parada (2019)  | Posição |
| -------------- | ------- |
| Portugal (AFP) | 273     |